# Rio da Pescaria
O rio da Pescariaé um curso de água do estado do Paraná.